# Vanhoeffenura
Vanhoeffenura är ett släkte av kräftdjur. Vanhoeffenura ingår i familjen Munnopsidae.

## Dottertaxa tillVanhoeffenura, i alfabetisk ordning[1]
- Vanhoeffenura abyssalis
- Vanhoeffenura argentica
- Vanhoeffenura atlantica
- Vanhoeffenura bicornis
- Vanhoeffenura birsteini
- Vanhoeffenura brachycephala
- Vanhoeffenura caribbea
- Vanhoeffenura challengeri
- Vanhoeffenura chelata
- Vanhoeffenura distincta
- Vanhoeffenura eltaniae
- Vanhoeffenura falcata
- Vanhoeffenura fragilis
- Vanhoeffenura furcata
- Vanhoeffenura georgei
- Vanhoeffenura gordonae
- Vanhoeffenura herculea
- Vanhoeffenura kermadecensis
- Vanhoeffenura kurilica
- Vanhoeffenura moskalevi
- Vanhoeffenura novaezelandiae
- Vanhoeffenura praegrandis
- Vanhoeffenura pulchra
- Vanhoeffenura robustissima
- Vanhoeffenura scotia
- Vanhoeffenura sepigia
- Vanhoeffenura serrata
- Vanhoeffenura spinosissima
- Vanhoeffenura symmetrica
- Vanhoeffenura tenuispinis
- Vanhoeffenura torbeni
- Vanhoeffenura unicornalis
- Vanhoeffenura vitjazi